# BC Montbrison
El BC Montbrison es un equipo de baloncesto francés con sede en la ciudad de Montbrison, que compite en la NM2, la cuarta competición de su país. Disputa sus partidos en la Salle JP Cherblanc, con capacidad para 2.200 espectadores.

## Posiciones en liga
- 2009 - (NM3)
- 2010 - (8-NM2)
- 2011 - (2-NM2)
- 2012 - (16-NM1)
- 2013 - (1-NM2)
- 2014 - (17-NM1)
- 2015 -(3-NM2)
- 2016 -(6-NM2)
- 2017 -(12-NM2)
- 2018 -(5-NM2)
- 2019 -(4-NM2)
- 2020 -(5-NM2)
- 2021 -(8-NM2)
- 2022 -(3-NM2)

## Palmarés
- Campeón Grupo A NM2 - 2013
- Campeón NM2 - 1966
- Finalista NM2 - 2013
- Segundo Liga Regular NM2 - 2011
- Campeón NM3 - 2009,1973,1981